# Бронепалубни крайцери тип „Богатир“
Богатир (на руски: Богатырь) са тип бронепалубни крайцери на Руския императорски флот от началото на 20 век. В руския флот са класифицирани като крайцери 1-ви ранг. Проектът е разработен от немската компания „Вулкан“ (AG Vulcan Stettin), която построява главния крайцер – „Богатир“. Още три крайцера са построени в Русия – „Олег“, „Кагул“, „Очаков“. Освен това, е започнат и още един крайцер – „Витяз“, но той е унищожен от пожар по време на строителството.

## Избор на концепция за разузнавач на далечни разстояния
През втората половина на 1890-те години има постепенна преориентация в активностите на руската външна политика за Далечния Изток. При това рязко нараства вероятността за сблъсък с Япония, която също има активна и агресивна политика в този регион. Във връзка с тази опасност възниква необходимостта от създаване на мощен флот в Тихия океан, превъзхождащ по сила японския.
На 27 декември 1897 г. се състои особено съвещание на ръководството на руския флот под председателството на генерал-адмирала. В лицето на новите тенденции съвещанието препоръчва съсредоточаването в Тихия океан към 1903 г. 10 ескадрени броненосеца, 5 броненосни крайцера, 10 бронепалубни крайцера по 5000 – 6000 тона водоизместимост и 10 бронепалубни крайцера по 2000 – 2500 тона. „Крайцерите – разузнавачи при ескадрата на далечни разстояния“ трябва не само да водят разузнаване, но и да участвоват в ескадреното сражение, а също и самостоятелно да действат по комуникациите на противника.
На 20 февруари 1898 г. Николай II утвърждава особена корабостроителна програма „За нуждите на Далечния Изток“. В числото на останалите кораби, и с оглед на корабостроителната програма от 1895 г., се предполага построяването на 6 крайцера с водоизместимост 5000 – 6000 тона. Веднага след това управляващия Морското министерство на Руската империя – Павел Петрович Тиртов – нарежда на Морския технически комитет (МТК) да разработи задание за проектирането на новите кораби.
Определяйки изискванията за този разузнавач специалистите на МТК се стремят да получат крайцер, по-силен и бърз, отколкото са аналогичните крайцери в японската и британската флоти. Като най-сериозен и вероятен противник се разглеждат японските бронепалубни крайцери от типа „Касаги“. Проектът на тези крайцери е разработен на основа крайцера „Такасаго“, построен за японския флот от британската компания „Армстронг“ (Armstrong Whitworth). „Касаги“ и неговият систършип (близнак по проект) „Читосе“ са построени в САЩ, имат нормална водоизместимост от 4760 – 4900 тона (пълното приближава 6000 тона), скорост 22,5 възела и са въоръжени с две 203 mm оръдия в краищата и десет 120 mm оръдия в бордови установки. Тези кораби са смятани за най-боеспособните бронепалубни крайцери на японския флот и руския проект трябва да ги превъзхожда.
Съгласно заданието новите крайцери трябва да имат скорост при пълен ход 23 възела, далечина на плаване не по-малко от 5000 мили при 10 възела ход. Предвижда се използването на водотръбните котли на „Белвил“. Специалистите на артилерийския отдел на МТК решават да поставят на крайцерите 12 152 mm оръдия Кане, смятайки, че за единица време те могат да изстрелят повече метал, отколкото японските противници с тяхното смесено въоръжение. 203 mm оръдия са признати за преклалено тежки за крайцерите, а 120 mm – за прекалено леки. Освен това допълнително те трябва да носят 12 75 mm и 8 47 mm оръдия за отбиване на атаките на миноносците. Предвиждат се и шест торпедни апарата.
Водоизместимостта на крайцерите е ограничена по икономически съображения на 6000 тона, което при зададените параметри по скорост, далечина и въоръжение изключва поставянето на бордов брониран пояс. Затова МТК счита за възможно да се ограничи с карапасна бронирана палуба, без да задава конкретната ѝ дебелина. Броневата палуба трябва да се допълва от бордовите въглищни ями и кофердами. Защитата за личния състав е напълно игнорирана.

## Избор на проект
Независимо от определените успехи на руското корабостроене, мощностите на руските стапели и заводи се оказват недостатъчни за удовлетворяването на незабавните нужди на флота. За това през 1898 г. е решено да се предаде част от поръчките за военни кораби по програмата от 1898 г. на чуждестранни компании на конкурсен принцип. Сред тях са и три крайцера-далечни разузнавачи. В същото време мощностите на руската промишленост са задействани в недостатъчна степен.

### Конкурсът за проект на крайцер от 6000 тона
Съставените в кратки срокове „програми за проектиране“ са изпратени на руски и чужди заводи през април 1898 г. С тях се определят условията за получаване на договор при съответствие със зададените характеристики – срок за построяване 28 месеца и стойност 4 милиона рубли.
Спешността принуждава управляващия Морското министерство да заповяда на конкурсната комисия да пристъпи към окончателното обсъждане без да изчака получаването на всички проекти от заинтересованите производители. В резултат на това в конкурса участват пет компании – Невския завод, италианската фирма „Ансалдо“, немските „Германия“ (Germaniawerft), „Шихау“ и „Ховалдсверке“. Макар по огнева мощ и защита на артилерията за най-добър да е признат проекта на фирмата „Шихау“, комисията преценява, че по най-добре проекта е отразен в пределите на определената водоизместимост в проекта на фирмата „Германия“ – филиал на известния концерн „Круп“. Съответното решение е взето на 3 юли 1898 г., а на 27 юли 1898 г. Николай II дава разрешение на поръчка на кораба. На 4 август 1898 г. е сключен договорът с компанията „Германия“ за постройката на крайцера „Асколд“.
Освен това, без какъвто и да е конкурс, на 11 април 1898 г. сключен и договор с американската фирма „Крамп“ (William Cramp and Sons) за строежа на още един крайцер с водоизместимост 6000 тона – бъдещия „Варяг“. При това Уилям Крамп не представя даже ескизен проект и предлага на Морското министерство да вземе като прототип „Касаги“, по-рано построен от неговата компания. Самият факт за тази поръчка се обяснява с напоритостта на У. Крамп, съумял да „убеди“ руските чиновници да му дадат две изгодни поръчки.

### Проектът на фирмата „Вулкан“
На 20 юли 1898 г., вече след края на конкурса, своя проект предоставя и немската фирма „Вулкан“ (AG Vulcan Stettin). По своите основни конструктивни решения проектът представлява мащабно намаления броненосен крайцер „Якумо“, построен от „Вулкан“ за японския флот. Сравнявайки този проект с победителя в конкурса, специалистите на МТК стигат до извода, че предложението на фирмата „Вулкан“ изглежда много по-привлекателно. Особено значима е доста по-силната бронева защита за артилерията и наличието на удебелени надлъжни прегради.
Макар външно проектът много да прилича на „Якумо“ и да изглежда като негово умалено копие, ограничената водоизместимост не позволява да се постави и брониран пояс и води до съществено намаляване както на артилерията, така и на нейната защита. Заедно с това, изискванието за скорост от 23 възела изисква поставяне на по-мощни машини, а също и намаляване на ширината на корпуса и отказ от двойни бордове в краищата. В резултат на това, проектът на фирмата „Вулкан“ е признат за най-добър, с някои уговорки, и на 4 август 1898 г. е сключен контракта за строеж на главния крайцер. Фирмата се задължава да предаде кораба след 24 месеца, без да се брои времето за утвърдяване на спецификациите и чертежите. Едновременно е постигнато съгласие за предаване на руската страна на техническата документация за организация на строителството на крайцери от този тип в руски корабостроителници. Фактически договорът не е съставен напълно адекватно, което изисква сключването в края на 1899 г. на нов договор с „Вулкан“ за предаване на документацията срещу допълнително заплащане.
Техническия проект е представен за разглеждане на МТК на 4 октомври 1898 г. След разглеждането му МТК изказва 110 забелжки и предложения. Особено остро се поставя въпроса за типа на котлите. Специалистите на МТК настояват за котли система „Белвил“, с добра репутация в руския флот, но немците настойчиво предлагат поставяне на крайцера на по-леките и компактни котли на „Норман“. Независимо от възраженията на МТК, временно управляващия Морското министерство вицеадмирал Фьодор Карлович Авелан поддържа предложенията на фирмата. Доработката на проекта продължава в течение на цялата 1899 г., даже след началото на строителството на крайцера „Богатир“ на стапелите в Щетин.

## Конструкция

### Корпус и архитектура
Крайцерите от типа „Богатир“ са трикоминни, двумачтови кораби с развит полубак и полуют. Корпусът е нитован, изграден по бракетната система, от стоманени листове и профили. Вертикалният кил е водонепроницаем по протежението на двойното дъно и преминава в краищата към лети щевни. В носа има форщевен с таран, в кърмата – ахтерхщевен. По двете страни на кила има по пет стрингера, а в района на машинните отделения по шест. Между тях са шпангоутите с шпация през 1 m. Към набора са присъединени листовете на обшивката, които се крепят с припокриване по хоризонтала и допрени по вертикала.
Крайцерът има три плътни метални палуби, лежащи на бимсове. Височината на междупалубното пространство е 1,98 m. Горната палуба е покрита с тик, останалите с линолеум. За осигуряване на непотопимостта корпуса има 16 водонепроницаеми прегради, които го разделят на 17 водонепроницаеми отсека. Надлъжно по борда на нивото на водолинията са устроени кофердами. Тях се предпола да бъдат пълни с целулоза, но отрицателните отзиви от употребата на материала попречват изпълнението на замисъла и крайцерите служат с празни кофердами. Въглищните бункери също са разположени по бордовете, както над, така и под бронираната палуба и служат за допълнителна защита.
Корпусът е тройно боядисан отвън и отвътре, а подводната му част освен това е покрита със специално вещество за защита от корозия и полипи. Общата маса на корпуса, заедно с бронята, е 3490 t, а неговата стойност се оценява на 2 532 510 рубли. За съединяването на корпусните конструкции са изразходвани 1 823 000 нита.

### Брониране
Бронираната палуба е главната защита на корабите. Тя е карапасна, тъй като по форма напомня корпуса на костенурката. Хоризонталният участък на палубата се издига над водолинията на 75 sm и се спуска към бордовете под ъгъл 34° на 135 sm под водолинията. Също палубата се спуска към носа и кърмата на крайцера. Бронеплочите са поставяни на водонепроницаема стоманена риза и се крепи с болтове. За палубната броня е използвана екстрамеката никелова стомана на Ижорския завод, която при попадение на снаряд под малък ъгъл, не се чупи, а образува влъбнатина. Страничните стени (гласисисите), прикриващи издадената част на палубата над машинното отделение имат дебелина 85 mm; котелните кожуси (димоходите) – 30 mm. Бойната рубка – 140 mm, кърмовата траверса, защитаваща входа в рубката – 100 mm; тръбата за защитата на кабелите и механизмите от рубката към централния пост – 70 mm. Оръдейните кули – стени 125 mm и 90 mm покрив, подаващите тръби към тях – 73 и 51 mm. Елеваторите за подаване на боеприпаси – 35 mm. Бронираните щитове на бордовите оръдия – 25 mm.

### Артилерийско въоръжение
Почти цялото артилерийско въоръжение на крайцерите има френски произход и се произвежда в Русия по лиценз. През 1892 г., ориентирайки се по опита на френския флот, специалистите от артилерийския отдел на МТК стигат до извода, че е необходимо да се премине към олекотени оръдия и снаряди. Счита се, че това ще позволи увеличаване на началните скорости на снарядите, ще повиши настилността и точността на малки и средни дистанции, на които тогава се предполага да се водят сраженията. Освен това разсчитат и на икономия от стойността на оръдията и снарядите. В резултат, руските снаряди стават доста по-леки. Така например, до 1892 г., 152 mm снаряд тежи 55,4 kg, а след 1892 г. теглото му е едва 41,4 kg. Стремежът за повсемесна икономия дава определени финансови резултати – 152 mm оръдие с боекомплекта му е с 2,2 тона по-леко и струва 11,7% по-малко. Също от стремеж за икономии приемат на въоръжение 152 mm снаряди с дебели стени, където коефициентът на снаряжение с взривно вещество е равен едва на 3,5%, а на практика е дори по-нисък. Снарядите са снаряжени с взриватели на Бринк, които дават голям процент невзривени снаряди. Като цяло, тези решения на артилерийския отдел на МТК се смятат от експертите за напълно погрешни.
За главен калибър на новите крайцери МТК избира 152-mm оръдие система Кане. Конструирано във Франция от Густав Кане, то прави през 1891 г. прекрасно впечатление на руската военна делегация и след закупката на съответния лиценз е прието през 1892 г. на въоръжение от руския флот.
На полигон, с патронно зареждане, то постига скорострелност до 10 изстрела в минута. На практика скорострелността е 6 – 7 изстрела в минута. Поради голямото тегло на унитарния патрон през 1901 г. руският флот го заменя с разделно зареждане. Оръдието, като цяло, е напълно съвременно, но в хода на руско-японската война се проявяват редица негови недостатъци. В частност, слаб се оказва подемния механизъм, подемните дъги са крехки и се чупят, излизат от строй накатниците.
Краицерите от типа „Богатир“ носят по 12 152 mm оръдия. Те са поставени на две двуоръдейни кули в краищата на кораба, в четири еднооръдейни каземата по бордовете, изнесени отново към кращата, а също и в четири палубни установки зад щитове. Разпределението на артилерията осигурява стрелба на четири оръдия по носа и кърмата на кораба, по борда огъня е от осем 152 mm ствола. Формално, според последния показател „Богатирите“ имат превъзходство над „Варяг“ и „Асколд“ и това е важен аргумент в тяхна полза, практически, обаче, нещата изглеждат по-различно.
Кулите, произведени от Металическия завод (Санкт Петербург), имат електрическо и ръчно задвижване и следва да осигурят съсредоточаване на огъня в необходимото направление. На практика те се оказват тесни и ненадеждни, като и лесно се заклинват. При интензивна стрелба концентрацията на барутните газове в кулите достига опасна за персонала концентрация. В резултат, скорострелността на куполните оръдия е двойно по-ниска, отколкото при палубните и казематните установки – едва 3 изстрела в минута на ствол. Освен това, куполните оръдия имат различия в насочването спрямо останалите, което пречи на централизираното управление на огъня. В резултат, това, което изглежда като преимущество на проекта, става негов недостатък.
Противоминният калибър на крайцерите е представен от 75 mm оръдия разработка на Кане. 12 такива са открито поставени на горната палуба, полубакa, полуютa и мостикa. Разположението им, сред 152 mm оръдия, затруднява управлението на огъня. На 75 mm артилерия се възлага преди всичко задачата за борба с миноносците на противника, но реалността на бойните действия ясно показва, че 75 mm калибър е прекалено слаб, за да може ефективно да поразява сериозно порасналите на размер миноносци и контраминоносци. Положението се влошава и от това, че към тези оръдия има само бронебойни снаряди като боеприпас.
| Калибър, mm                         | 152         | 75        | 47    |
| Дължина на ствола в калибри         | 45          | 50        | 43,5  |
| Маса на оръдието, kg                | 5815 – 6290 | 879 – 910 | 235,5 |
| Начална скорост на снаряда, m/s     | 792,5       | 823       | 701   |
| Максимална далечина на стрелбата, m | 10 970      | 7869      | 4575  |
| Маса на снаряда, kg                 | 41,4        | 4,9       | 1,5   |
| Скорострелност, изстрела/минута     | 6           | 10        | 20    |

### Минно-торпедно въоръжение
Макар от характеристиките на торпедното оръжие от края на 19 век може да се желае много повече, на въоръжаването на големите кораби с торпедни апарати се разглежда като на необхода мярка за самоотбрана, а също и като оръжие за бързо потопяване на повредените неприятелски кораби. Изходният проект предвижда поставянето на крайцерите на четири торпедни апарата – по два надводни и подводни. В крайна сметка пълният комплект торпедни апарати получава само „Богатир“, останалите крайцери имат само два подводни торпедни апарата, монтирани в специално отделение под бронепалубата. Боекомплектът съставлява по две торпеда на апарат. В съответствие с тогавашната терминология те се наричат самодвижещи се мини на Уайтхед. Използвани са торпеда образец 1898 г.. Те са със следните характеристики: калибър – 381 mm; дължина – 5,18 m; маса – 430 kg; заряд – 64 kg пироксилин; далечина на хода – 550 m при скорост 28,5 възела и 915 m при скорост 25 възела.

### Енергетична установка
На крайцерите от типа „Богатир“ са поставяни 16 тънкотръбни котела „Норман“, (всички котли са с въглищно отопление), с обща повърхност на нагряване 4600 м², изработващи пара с работно налягане 18 атм. Те принадлежат към типа на триъгълните, с тръбички с малък диаметър, и са разположени в три котелни отделения: в носовото – четири котела с огнища по посока на хода, в средното и кърмовото – по 6 котела с огнища към борда.
Силовата установка на съдовете се състои от две четирицилиндрови машини с тройно разширение, всяка с номинална мощност от 9750 конски сили. Това трябва да осигурява проектната максимална скорост от 23 възела (43 км/ч). Запасът гориво съставлява до 1220 тона въглища, запасът котелна вода – 280 тона. Крайцерите от този тип имат разчетна далечина на плаване от 4900 мили на ход 10 възела. На крайцерите има четири парни генератора, които произвеждат ток с напрежение от 105 волта, на „Богатир“ те са разположени в един отсек, а на останалите в два отсека по два.
Крайцерите имат по два трилопастни бронзови гребни винта с диаметър 4900 мм и стъпка 5700 мм, конструкцията на които позволява да се изменя стъпката на винта, чрез поставяне на други лопатки.

### Екипаж
Според списъците за комплектация от 1904 г., в екипажът на крайцерите следва да има: 2 щабофицера (капитани I и II ранг); 11 оберофицера (мичмани и лейтенанти); 4 инженер-механика; 6 медика и баталера; 1 старши боцман и 7 кондуктора; 551 подофицера и матроси. Фактически комплектацията и числеността на екипажа на крайцерите от серия е различна.
Офицерите на крайцерите живеят в едно- и двуместни каюти, хранят се в каюткомпанията. Командирите на крайцерите имат свои помещения в кърмата – спалня, салон, столова и кабинет. Освен това командирът разполага със собствена винена изба, а неговият ординарец има отделна каюта. Екипажът живее на жилищната палуба. През нощта се окачват койки-хамаци, които след ставане се сгъват и поставят в хамачни мрежи. Храненето на матросите е по бачковата система, използвана още във ветроходния флот (една част от екипажа се храни на маси /„бачки“/, част от екипажа прислужва, а друга част от екипажа чака ред за места за сядане), за това има окачени (висящи) маси. Освен това, на крайцерите може да има и волнонаенни служители. Така например на крайцера „Олег“, влизащ в състава на Втора тихоокеанска ескадра, има двама волнонаемни – ресторатьор и офицерския готвач.

## История на службата
| Крайцери тип „Богатир“   | Крайцери тип „Богатир“             | Крайцери тип „Богатир“                                                         | Крайцери тип „Богатир“                                                    | Крайцери тип „Богатир“                                                                      | Крайцери тип „Богатир“                   |
| Представител             | „Богатир“                          | „Витяз“                                                                        | „Олег“                                                                    | „Кагул“                                                                                     | „Очаков“                                 |
| ------------------------ | ---------------------------------- | ------------------------------------------------------------------------------ | ------------------------------------------------------------------------- | ------------------------------------------------------------------------------------------- | ---------------------------------------- |
| Дата на залагане         | 9 декември 1899 г.                 | 21 октомври 1900 г.                                                            | 6 юли 1902 г.                                                             | 23 август 1901 г.                                                                           | 27 февруари 1901 г.                      |
| Дата на спускане на вода | 17 януари 1901 г.                  |                                                                                | 14 август 1903 г.                                                         | 20 май 1902 г.                                                                              | 21 септември 1902 г.                     |
| Дата на влизане в строй  | 7 август 1902 г.                   |                                                                                | 12 октомври 1904 г.                                                       | 1905 г.                                                                                     | 10 юни 1909 г.                           |
| Съдба                    | На 1 юли 1922 г. продаден за скрап | На 1 юни 1901 г. изгаря на стапела и на 1 юли 1901 г. е свален от строителство | На 18 юни 1919 г. е потопен от британски торпеден катер във Финския залив | На 10 октомври 1942 г. потопен, за да служи като вълнолом в устието на реката Хоби (Грузия) | На 28 октомври 1929 г. продаден за скрап |

### „Богатир“
Крайцерът „Богатир“ е тържествено заложен на стапелите на фирма „Вулкан“ в Щетин на 9 декември 1899 г., макар фактически неговият строеж да започва по-рано. Строителството се задържа от многото съгласувания на проекта между строителя и МТК. Крайцерът е спуснат на вода на 17 януари 1901 г. През ноември 1901 г. се провеждат заводските изпитания на машините, но окончателното предаване на крайцера се задържа от неготовите кули, които трябва да се произведат в Русия, а да се монтират в Германия. Приемо-предавателните изпитания са едва през юни 1902 г. в Данцигския залив, крайцерът при това показва средна скорост 23,55 възела. С кораба се запознава и императорът на Германия – Вилхелм II, който нарича „Богатир“ най-добрият кораб, построен в чужбина за руския флот. На 24 септември 1902 г. крайцерът пристига в Кронщат.
На 13 ноември 1902 г. „Богатир“ заминава за Далечния Изток в състава на отряд кораби под командването на контраадмирала Евалд Антонович Щакелберг. В хода на прехода крайцерът се държи превъзходно, за разлика от другите кораби на отряда, и на 9 май 1903 г. пристига в Порт Артур в съвершенно изправно състояние. Солидното брониране на кораба вероятно служи за основание за включването му в отделящия се от Първа Тихоокеанска ескадра Владивостокски отряд крайцери. На 24 септември 1903 г. „Богатир“ напуска Порт Артур.
В хода на започналата руско-японска война „Богатир“ действа в състава на Владивостокския отряд и заедно с другите му крайцери прави през януари – април 1904 г. три похода с цел нарушаване на японските комуникации, без сериозен резултат. На 2 май 1904 г. командирът на отряда крайцери контраадмирал Карл Петрович Йесен на борда на „Богатир“ инспектира състоянието на отбраната в залива Посет. Плавайки през мъгла, с опасна за такива условия скорост, крайцерът налита на скалите около носа Брус. Борбата за спасяване на крайцера продължава цял месец и едва на 1 юни 1904 г. кораба е свален от скалите и преведен във Владивосток. Ремонтът в условията на Владивостокското пристанище е труден и продължава с прекъсвания повече от година. „Богатир“ излиза в морето едва на 5 септември 1905 г., вече след края на войната.

### „Витяз“
„Витяз“ трябва да е първият от крайцерите тип „Богатир“, построен в Русия. Поръчката за строителството му от Адмиралтейството на Галерния остров е издаден на 9 януари 1900 г. За строител на кораба е назначен А. И. Мустафин, който преди това е ръководил постройката на бронепалубните крайцери „Диана“ и „Палада“. Превода на чертежите от Метричната система в Руската система мерки, а също и съгласуванията с фирмата „Вулкан“ на необходимите поправки по проекта отнемат немалко време и едва през септември 1900 г. от Германия са получени последните чертежи. МТК поръчва на А. И. Мустафин да направи изчисления за основните параметри на крайцера, след което става ясно, че водоизместимостта на кораба ще съставлява 6781 тона, което е с 400 тона над изходния проект.
Фактическото залагане на „Витяз“ е на 21 октомври 1900 г., когато на стапела са доставени първите листове за дънната конструкция. Към 1 януари 1901 г. степента на готовност на корпуса е 3%. Името „Витяз“ кораба получава на 21 април 1901 г. На 4 май 1901 г. крайцерът „Витяз“ е официално приет в състава на флота и зачислен към 18-и флотски екипаж. На 23 май 1901 г. е официалната церемония по залагането на кораба с участието на великия княз Алексей Александрович. Към 1 юни 1901 г. степента на готовност на корпуса е 10%.
Пожарът в дървения елинг започва през втората половина на деня на 1 юни 1901 г. Причина са неспазването на елементарни правила за пожарна безопасност. В намиращ се на носа на крайцера съд работниците запалват с помощта на коксови въглища огън, когато неочаквано той се преобръща пада долу, засипвайки дървения материал с горящ кокс. Поради наличността на голямо количество запалими материали на елинга пожарът обхваща всички постройки само за 10 минути. Работниците в паника се разбягват. В Санкт Петербург обявяват обща тревога на всички противопожарни части, но независимо от предприетите мерки, не узпяват да спасят корпуса на „Витяз“. С труд успяват да попречат на прехвърлянето на пожара на строящия се наблизо броненосец „Орел“. Пожарът е локализиран едва към 17 часа на 1 юни. Огънят унищожава елинг №2 заедно с корпуса на „Витяз“, много други постройки. Загива един човек – нитовчик, който работи вътре в секциите на двойното дъно на кораба и не успява да излезе сам без помощта на зарязалите го останали работници на корабостроителницата. Общите щети са за 1100 хиляди рубли. На 14 юни 1901 г. крайцерът „Витяз“ е официално изключен от списъците на флота.

### „Олег“
Решението за строителство на крайцера „Олег“, вместо погубения на стапела „Витяз“, е прието още на 9 юни 1901 г. Управляващият Морското министерство предписва да се започне строежа на крайцера в каменния елинг на Новото Адмиралтейство веднага след спускането на вода на ескадрения броненосец „Бородино“ от него. Цялото оборудване поръчано за „Витяз“ следва да се насочи към него. Фактическото залагане на кораба е на 1 ноември 1901 г., официалната церемония е на 6 юли 1902 г. с участието на Николай II. В хода на строителството са направени редица изменения в проекта, което увеличава водоизместимостта от 6250 тона до 6440 тона. Н 14 август 1903 г. „Олег“ е спуснат на вода.
Съгласно разпределението е планирано изпитанията да са след година и след още една година той да поеме към Даления Изток. Обаче руско-японската война води до изменения в предвоенните планове са отпуснати допълнителни средства за ускоряване на достройката на много кораби, включая и „Олег“. На 22 август 1904 г. крайцерът за първи път излиза в морето и пристига в Кронщат. Изпитанията на „Олег“ се проточват до октомври 1904 г., при това крайцерът развива скорост не повече от 20,6 възела, а изпитанията за устойчивост така и не се провеждат, поради бързането.

### „Кагул“
Крайцерът „Кагул“ е заложен на 14 март 1901 г. в покрития елинг №7 на Николаевското адмиралтейство, а официалната церемония по залагането е на 23 август 1901 г. На вода крайцерът е спуснат на 20 май 1903 г. Формално „Кагул“ влиза в строй през 1905 г., но неговите изпитания реално завършват едва през август 1907 г. При това крайцерът развива скорост 24,75 възела, но без поставена на него палубна артилерия. На 25 март 1907 г. „Кагул“ е преименуван на „Памят Меркурия“. От 6 октомври 1913 г. до 1 май 1914 г. „Памят Меркурия“ е в основен ремонт в Севастопол. В хода на ремонта е изменено въоръжението – 10 75 mm оръдия са свалени, вместо тех са поставени 4 152 mm оръдия.
В състава на Черноморския флот на Руската империя взема участие в Първата световна война. За 33 месеца крайцерът излиза в морето 82 пъти, 10 пъти влиза в бой с противника. От септември 1917 г. се базира в Одеса.

### „Очаков“
Крайцерът „Очаков“ е заложен на 27 февруари 1901 г. на стапела на Лазаревското адмиралтейство в Севастопол. Официалното залагане е на 13 август 1901 г. Първоначално строителството на крайцера върви бързо и на 21 септември 1902 г. той е спунат на вода. Впоследствие има дълго забавяне, поради изменения на конструкцията и забяване на доставките на практически от всички контрагенти. През септември 1905 г. „Очаков“ излиза за изпитания. На 13 ноември 1905 г. екипажът на крайцера вдига бунт, и впоследствие има активно участие в Севастополското въстание (1905 г.). На 14 ноември 1905 г. на „Очаков“ пристига лейтенант П. П. Шмит, който оглавява въстанието. На 15 ноември 1905 г. въстаниците получават ултиматум, който отхвърлят, след което крайцерът е подложен на час и половина обстрел от корабите и бреговите батареи, верни на правителството. Корабът получава 52 попадения и се запалва, като успява сам да изстреля 5 – 6 снаряда. Пожарът продължава две денонощия.
Възстановяването на крайцера отнема четири години, като на 25 март 1907 г. той е преименуван на „Кагул“. Крайцерът влиза в строй на 10 юни 1909 г., но доработките продължават и през 1910 г.

## Оценка на проекта
В резултат на реализацията на програмата от 1898 г. руският флот получава големи бронепалубни крайцери от три различни проекта. „Варяг“, „Асколд“ и „Богатир“ имат близка водоизместимост, на изпитанията показват съпоставима скорост на хода. При това, „Асколд“ и „Богатир“ се показват по време на службата като много надеждни кораби, в същото време „Варяг“ (по твърдения на неговия командир Руднев) постоянно има сериозни проблеми с машините и котлите. Впрочем, същите котли и механизми на „Варяг“ в състава на японския флот имат множество далечни плавания, а след закупката му от Русия без проблеми прави през в 1916 г. плаване от Япония в европейски води.
Крайцерите имат еднакво въоръжение, разликите са в защитата на артилерията и нейното разположение. На „Варяг“ оръдията нямат никаква защита, по борда стрелят шест 152 mm ствола. В единствения бой на кораба това води до големи загуби сред артилерийската прислуга. „Асколд“ има седем оръдия на главния калибър в бордовия си залп, всички оръдия за прикрити от щитове. „Богатир“ в това отношение изглежда най-добре сред тях, тъй като две трети от 152 mm оръдия се намират в кули и каземати, а останалите са прикрити с щитове, а по борда могат да стрелят осем ствола. На практика проблемните кули довеждат до това, че по мощ на минутния бордови залп „Богатир“ се намира на нивото на „Варяг“, но към момента на поръчка на крайцера това не е известно и се взема естественото решение да се размножи немския проект с помощта на руската промишленост.
Като цяло, по съвкупност на бойни качества, „Богатир“ е действително най-добрият бронепалубен крайцер 1-ви ранг в руския флот. Следва да се отбележи, че на заявените характеристики съответства само главния крайцер на серията, „богатирите“ отечествена постройка се оказват претоварени, по-бавни и не много надеждни. Въпреки това превъзходството по бронева защита е значимо – в Цушимското сражение „Олег“ получава повече попадения, отколкото „Варяг“ и „Аврора“, но понася чувствително по-малко загуби сред личния си състав.
Размерите на крайцерите осигуряват добра мореходност, особено важна за Тихия океан, а в годините на Първата световна война позволява използването на тези кораби като бързоходни минни заградители. Немаловажна роля играе и солидният им външен вид, който способства за успешна демонстрация на руския флаг.
| Водоизместимост, t                         | 6604                                                      | 6000                                                      | 6611                                                                         |
| Въоръжение                                 | 12 × 152 mm/45, 12 × 75 mm/50, 8 × 47 mm/43, 2 × 37 mm/23 | 12 × 152 mm/45, 12 × 75 mm/50, 8 × 47 mm/43, 2 × 37 mm/23 | 12 × 152 mm/45, 12 × 75 mm/50, 8 × 47 mm/43, 2 × 37 mm/23                    |
| Брониране, mm                              | палуба – 38 – 76, рубка – 152                             | палуба – 40 – 75, щитове оръдия – 25, рубка – 150         | палуба – 35 – 70, кули – 125, каземати – 80, щитове оръдия – 25, рубка – 140 |
| Силова установка, к.с.                     | 15 925                                                    | 20 000                                                    | 19 500                                                                       |
| Максимална скорост, възела                 | 23,2                                                      | 23,5                                                      | 23,55                                                                        |
| Далечина на плаване (икономичен ход), мили | 3682                                                      | 4300                                                      | 4900                                                                         |

Достатъчно добре изглежда „Богатир“ и на фона на аналогичните крайцери на вероятния противник – Япония и Великобритания. Японските аналози: „Такасаго“, „Касаги“, „Читосэ“ „Богатир“ превъзхожда както по бронева защита, така и във въоръжението. Макар японските крайцери формално имат примерно равна скорост, фактически те изостават от руския крайцер с два възела. Още по-голямо е превъзходството над малките японски крайцери, такива като „Йошино“, „Цушима“, „Отова“.
Сравнението на съвременния „Богатир“ с британските бронепалубни крайцери от II ранг, такива като „Арогант“, „Хайфлаер“, „Челънджър“, показва, че по основните си характеристики британците не превъзхождат, а по някои параметри и отстъпват на „богатирите“, например по скорост. Следва да се отбележи, че британските крайцери са много надеждни, с което не могат да се похвалят систершиповете на „Богатир“ руска постройка. По повечето си характеристики „Богатир“ превъзхожда и съпоставимите френски крайцери „Шаторено“ и „Гишен“. Останалите морски държави нямат построени крайцери от този клас.
| „Такасаго“ | „Касаги“ | „Хайфлайер“ | „Шаторено“ |

| Сравнителни ТТХ на „Богатир“ и неговите чуждестранни аналози | Сравнителни ТТХ на „Богатир“ и неговите чуждестранни аналози                 | Сравнителни ТТХ на „Богатир“ и неговите чуждестранни аналози | Сравнителни ТТХ на „Богатир“ и неговите чуждестранни аналози | Сравнителни ТТХ на „Богатир“ и неговите чуждестранни аналози | Сравнителни ТТХ на „Богатир“ и неговите чуждестранни аналози          |
| Представител                                                 | „Богатир“                                                                    | „Такасаго“                                                   | „Касаги“                                                     | „Хайфлаер“                                                   | „Шаторено“                                                            |
| ------------------------------------------------------------ | ---------------------------------------------------------------------------- | ------------------------------------------------------------ | ------------------------------------------------------------ | ------------------------------------------------------------ | --------------------------------------------------------------------- |
| Страна                                                       | Русия                                                                        | Япония                                                       | Япония                                                       | Великобритания                                               | Франция                                                               |
| Водоизместимост, t                                           | 6611                                                                         | 5260                                                         | 5598                                                         | 5690                                                         | 8025                                                                  |
| Въоръжение                                                   | 12×152 mm, 12×75 mm, 8×47 mm, 2×37 mm                                        | 2×203 mm, 10×120 mm, 12×76 mm, 6×42 mm                       | 2×203 mm, 10×120 mm, 12×76 mm, 6×42 mm                       | 11×152 mm, 9×76 mm, 6×47 mm                                  | 2×164 mm, 6×138 mm, 10×47 mm, 5×37 mm                                 |
| Брониране, mm                                                | палуба – 35 – 70, кули – 125, каземати – 80, щитове оръдия – 25, рубка – 140 | палуба – 63 – 114, щитове оръдия – 63 – 114, рубка – 114     | палуба – 63 – 114, щитове оръдия – 63 – 114, рубка – 114     | палуба – 37 – 76, щитове оръдия – 76, рубка – 152            | палуба – 40 – 100, каземати —40 – 60, щитове оръдия – 55, рубка – 160 |
| Силова установка, к.с.                                       | 19 500                                                                       | 15 500                                                       | 13 492                                                       | 10 264                                                       | 24 964                                                                |
| Максимална скорост, възела.                                  | 23,55                                                                        | 22,5                                                         | 22,5                                                         | 20,5                                                         | 24                                                                    |

В самия ход на строителството на силна критика е подложена самата идея за голям бронепалубен крайцер. Със задачите на разузнаването тези крайцери се справят не по-добре, отколкото много по-евтините крайцери 2-ри ранг, а в сериозен бой са прекалено уязвими. Така например, известния военноморски експерт Николай Лаврентиевич Кладо пише:
| „                                                                         | Що се отнася до големите бронепалубни крайцери, то тяхната безполезност е извън всякакво съмнение, очевидна, всъщност това не следва и да се коментира обширно, тъй като е решено дълго още преди тази война във всички флоти, с изключение, за съжаление, руския. Ако и японците да успяват да извлекат полза от своите бронепалубни крайцери, то това е само поради това, че руснаците нямат броненосни крайцери. | “ |
| Кладо Н. Л. Очерк военных действий на море во время русско-японской войны | |   |

Кладо предполага, че със задачите на далечното разузнаване може да се справи и спомагателен крайцер, а типът на бронепалубния крайцер е оправдан само за неголеми кораби, от типа на „Новик“, чиято задача трябва да е унищожаването на чуждите миноносци и поддръжка на своите. Мнение за прекомерното и ненужно големи бронепалубни крайцери за руския флот в руско-японската война нееднократно се изказва и от съвременни военноморски историци.
Още по-рязка е критиката към големите бронепалубни крайцери въобще, и към крайцерите на типа „Богатир“, в частност, на Леонид Фьодорович Добротворски, който командва крайцера „Олег“ в Цушимското сражение:
| „                                       | Леките крайцери, като „Олег“, „Аврора“ и др., съвършено не са бойни съдове. Те са построени са разузнавателна служба и за унищожаване на неприятелската търговия. От сраженията те трябва да бягат, по възможност, използвайки бързият си ход. Те са много тесни, дълги, вследствие на което са малко устойчиви и неманеврени. Защо не може да са в една бойна линия с ескадрените броненосци. Крайцерите за предпазване на машините имат само тънката бронирана палуба, но нямат бордова броня, подобно на ескадрените съдове и затова всеки осколък, всеки малък снаряд ги пробива, залива с вода бронираната палуба и крайцерите, загубили устойчивост, се преобръщат. Оръдията им са само 6-дюймови, 3 и 1¾ дюймови. Защитени са или по-точно тяхната прислуга от тънки, стоманени щитове, а на крайцера „Олег“ част от тях от слаби бронирани кули и каземати. Подобна тежест, поставена отгоре на такъв тесен съд, като „Олег“, го прави по-опасен за боя, отколкото обикновените търговски параходи, макар и за това, че те, в крайна сметка, ще потъват надолу и бавно, а този преобърнат нагоре с краката, мигновено. Такива крайцери носят името: „ръце в ръкавици, а тялото голо“ и могат да бъдат поръчани само от такива, които знаят, че те няма да се сражават на тях. | “ |
| Добротворский Л. Ф. Уроки морской войны | |   |

Опитът от сраженията на руско-японската война показва, че използването на скорострелна артилерия, стреляща с бризантни снаряди, води до тежки повреди и загуба на боеспособност при бронепалубните крайцери, даже без пробиване на бронираната палуба и неейните скосове. Резултатите от боевете с участие на бронепалубни крайцери, в т.ч. и „Олег“, напълно потвърждават това твърдение. Въглищните бункери и кофердамите се оказват съвършено неадекватна защита даже против снарядите на средния калибър и пробойните в корпуса в района на водолинията водят до поемането на голямо количество вода.
| „                                          | В резултат корабите, които не са прикрити в достатъчна степен от броня, стават много уязвими. „Защитените“, т.е. бронепалубните военни съдове, обладаващи само разположена на нивото на водолинията бронирана палуба, могат да загубят цялата си артилерия, да изгорят или просто да потънат, ако ще и запазили вече безполезните си машини и погреби. | “ |
| Кофман В. „Бронированный ёж“ и его потомки | |   |

За отказа от последващо развитие на бронепалубните крайцери повлияват и други обстоятелства. В началото на 20 век стават достъпни две важни технологични нововъведения – парните турбини и свръхздравата броня. Турбините, обладаващи много по-добри характеристики за максимална и агрегатна мощност, позволяват рязко да се повиши енерговъоръжеността на корабите, а новата цементираната броня с легиращи добавки осигурява солидна защита при умерено тегло. Макар първите турбинни крайцери по инерция да остават бронепалубни, конструкторите достатъчно бързо стигат до създаването на нов клас – леките крайцери, след започването на строителството на които, залагането на бронепалубните кораби да губи смисъл.

## Коментари
1. ↑  Освен „Варяг“ У. Крамп получава договора за строеж на ескадрения броненосец „Ретвизан“.
2. ↑  Метричната система е допусната в Русия като незадължителна през 1899 г., а става задължителна от 1918 г.
3. ↑  В много руски издания се споменава именно тази дата за влизането му в строй.
4. ↑  Данните от различните източници имат значителни разлики.